# Guangzhou Challenger 1992
Il Guangzhou Challenger 1992 è stato un torneo di tennis facente parte della categoria ATP Challenger Series nell'ambito dell'ATP Challenger Series 1992. Il torneo si è giocato a Canton in Cina dal 7 al 13 dicembre 1992 su campi in cemento.

## Vincitori

### Singolare
Leander Paes ha battuto in finale  Richard Matuszewski con il punteggio di 6–3, 6–3

### Doppio
Kent Kinnear /  Christian Saceanu hanno battuto in finale  Richard Matuszewski /  John Sullivan con il punteggio di 6–7, 6–3, 6–4